# Водопроникність гірських порід
Водопрони́кність гірськи́х порі́д (англ. water permeability of rock) — здатність порід пропускати крізь себе воду (через пустоти — пори, тріщини і т.п.) під дією гравітаційної сили, напору або капілярного натягу. 

## Загальний опис
Водопроникність – властивість порід пропускати через себе воду внаслідок наявності тріщин, пор та інших порожнин. Ступінь водопроникності породи визначається кількістю та розмірами порожнин. Чим крупніші пори i тріщини в ній, тим легше вода проникає через таку породу, i навпаки. Порода з дуже великою пористістю може бути малопроникною для води або навіть непроникною (водотривкою), наприклад глина. Відмічено, що з підвищенням вологоємності порід знижується їхня водопроникність.
Водопроникність залежить головним чином від величини порожнин, по яких рухається вода, а не від загальної пустотності — пористості. Так, наприклад, глина пористість якої нерідко досягає 60 % є практично водонепроникною (водотривкою), а пісок, пористість якого близько 30 %, має добру водоприникність.
Кількісно водопроникність гірських порід оцінюється об'ємом води, що проходить через одиницю поверхні за одиницю часу при градієнті тиску (коефіцієнт проникності Кп), що дорівнює одиниці, або швидкістю переміщення води в породах (коефіцієнт фільтрації) Кф (м/с).
Водопроникність залежить від розмірів пор та порожнин і характеризується коефіцієнтом фільтрації. Коефіцієнт фільтрації (водопроникності) (Кф) – величина, що характеризує водопропускну властивість гірських порід, яка є постійною для певної породи. Він характеризує швидкість фільтрації за напірного градієнта, що дорівнює одиниці і має розмірність м/доб. або м/с. У породі із високою водопроникністю (галечник, гравій, грубозернистий пісок) коефіцієнт фільтрації часто перевищує 10 м/доб., у слабоводопроникних порід (супіски, суглинки) він не перевищує 0,01–0,001 м/доб. Породи з низьким Кф (нижче 0,001 м/доб.) вважаються водонепроникними, або водотривкими.
За ступенем водопроникності всі породи поділяють на три групи: водопроникні – розсипчасті уламкові породи (галька, гравій, пісок); напівпроникні – глинисті піски, лесоподібні породи, супіски, суглинки, мергелі; непроникні (водотривкі) – глини, дуже розкладений торф, масивні породи без тріщин. Ступінь водопроникності порід визначається їхнім коєфіцієнтом фільтрації. 
Породи, що пропускають воду, називаються водопроникними.

## Класифікація
За ступенем водопроникності усі гірські породи розрізняють на такі категорії
| Водопроникність | Коефіцієнт фільтрації [м/с | Коефіцієнт проникності [Дарсі] |
| --- | -------------------------- | ------------------------------ |
| Дуже добре водопроникні: - галечники і валунники - піски крупнозернисті - масивні гірські породи з дуже густою сіткою дрібних відкритих тріщин                | > 10−3                     | > 100                          |
| Добре водопроникні: - піски різнозернисті, середньозернисті - пісковики крупнозернисті - масивні гірські породи з густою сіткою відкритих тріщин              | 10−4-10−3                  | 10-100                         |
| Середньо водопроникні: - піски дрібнозернисті - леси | 10−5-10−4                  | 1-10                           |
| Слабо водопроникні: - піски глинисті - алеврити - пісковики сереньодрібнозернисті - вапняки - масивні гірські породи з рідкою сіткою дрібних відкритих тріщин | 10−6-10−5                  | 0,1-1                          |
| Напівводопроникні: - глини - суглинки і супіски - алевроліти                                                                                                  | 10−8-10−6                  | 0,001-0,1                      |
| Водонепроникні: - мули - аргіліти - щільні масивні глини - не тріщинуваті глинисті мергелі - не тріщинуваті масивні гірські кристалічні породи                | <10−8                      | <0,001                         |

В. впливає на вибір технології ведення гірничих робіт, методів і схем осушення родов., методів боротьби з раптовими викидами, а також використовується для визначення кількості і потужності насосів для водозниження тощо.

## Прилад Нестерова для визначення водопроникності

Схема водопроникності приладу Нестерова:
а – загальний вигляд; б – схема шляхів фільтрації з кілець; 1 – зовнішнє кільце; 2 – внутрішнє кільце; 3 – штатив; 4 – ємності з водою; 5 – трубка для подачі води; 6 – повітряна трубка

Прилад ПВН (прилад водопроникності Нестерова) складається з двох кілець, які вдавлюються в породу на дні шурфа, або закопушки (закопушка – гірнича виробка, призначена для виявлення порід, що залягають безпосередньо під ґрунтово-рослинним шаром на глибині до 0,5 м). Прилад ПВН застосовується для визначення коефіцієнта фільтрації у слабоводопроникних породах (супісках, суглинках).
Інфільтрація води по краях потоку розходиться у вигляді віяла (рис. ). Через це неможливо точно визначити площу фільтрації. В центральній частині потоку вода фільтрується вертикально. Допускаємо, що поперечний переріз інфільтраційного потоку із внутрішнього кільця дорівнює його площі. Підтримуючи однакові рівні води в обох кільцях, визначаємо сталу витрату з ємності, з якої інфільтрується вода із внутрішнього кільця.